# Jan Kaźmierski (działacz muzyczny)
Jan Kaźmierski (ur. 2 czerwca 1875 w Dalewie, zm. 23 lutego 1949 w Wanne-Eickel) – polski dyrygent chóralny, działacz polskiego ruchu śpiewaczego w Nadrenii-Westfalii.

## Życiorys
Do Westfalii przeprowadził się w 1892, gdzie przez czterdzieści lat pracował jako górnik. Mieszkał m.in. w Röhlinghausen. Był współzałożycielem, a także dyrygentem chórów polskich w tej części Niemiec (zamieszkiwała tam liczna społeczność polska). W 1934 został dyrygentem Związku Polskich Kół Śpiewaczych. Dyrygował reprezentacyjnym chórem westfalsko-nadreńskim na Światowym Zlocie Śpiewaków w 1936 (Warszawa). Po II wojnie światowej, z uwagi na zaawansowany wiek, przekazał chór Józefowi Klonowskiemu, ale nadal działał na rzecz polskiego ruchu śpiewaczego w Nadrenii-Westfalii. Za swą działalność otrzymał Złoty Krzyż Zasługi.